# Adílson Dias Batista
Adílson Dias Batista (Curitiba, Brasil, 16 de març de 1968) és un futbolista brasiler retirat que disputà quatre partits amb la selecció del Brasil.